# След киллера
«След киллера» (англ. Damaged) — британско-американский остросюжетный боевик режиссёра Терри Макдоно. Главные роли исполнили Сэмюэл Л. Джексон и Венсан Кассель. Премьера состоялась 12 апреля 2024 года.

## Сюжет
Детектив из Чикаго Дэн Лосон едет в Шотландию, где встречается с местным детективом Гленом Бойдом для поиска серийного убийцы, чей почерк совпадает с нераскрытым делом Лосона в Чикаго.

## В ролях
- Сэмюэл Л. Джексон — Дэн Лосон
- Венсан Кассель — Браво
- Джанни Капальди[англ.] — Глен Бойд
- Кейт Дики — Кесслер
- Джон Ханна — Макгрегор
- Марк Холден — капитан Форд

## Производство
В марте 2023 года стало известно о начале съёмок в Шотландии боевика-триллера «Повреждённый». В частности, репортёры сообщили о том, что Сэмюэл Л. Джексон снимался в церкви в Уэст-Лотиане. Съёмки завершились в мае 2023 года.
Премьера состоялась 12 апреля 2024 года. В России фильм вышел под названием «След киллера».
По данным агрегатора Rotten Tomatoes, 
27 % из 22 обзоров были положительными, со средней оценкой 4.6 из 10. Рейтинг Popcornmeter — 13%. 